# کلاهک‌سکه‌ای سیب‌دانه
کلاهک‌سکه‌ای سیب‌دانه (نام علمی: Collybia tuberosa) نام یک گونه از تیره قارچ‌های کرکی‌لبه است.